# Buratino

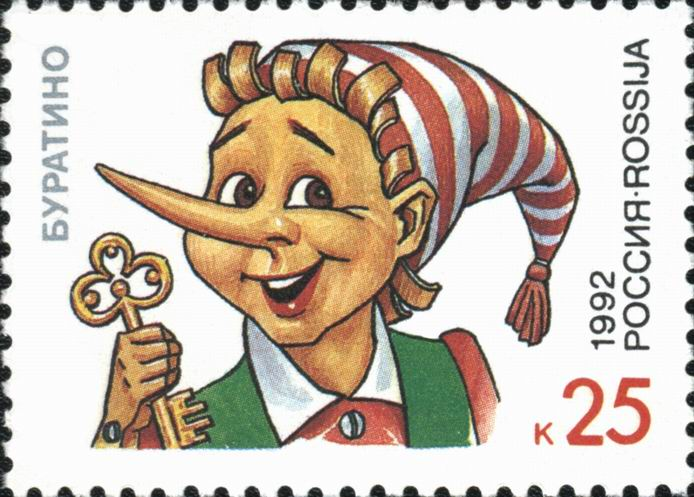
Den ryske författaren Aleksej Tolstoj utgav 1936 barnboken Guldnyckeln eller Buratinos äventyr, en berättelse som är fritt baserad på Pinocchio. Bilden visar ett ryskt frimärke med en teckning av den populära huvudpersonen Buratino.

Buratino (ryska: Буратино) är huvudpersonen i den ryska barnboken "Den gyllene nyckeln eller Buratinos äventyr" från 1936 skriven av den ryske författaren Aleksej Tolstoj (1883–1945). Berättelsen är fritt baserad på Carlo Collodis Pinocchio från 1883. Då boken kom ut år 1936, blev Buratino snabbt populär bland barn i Sovjetunionen.[källa behövs]

## Bakgrund och utbredning

### Handling
Författaren har sagt att handlingen i boken uppstod då han återberättade och bearbetade Pinocchio för sina barn fritt ur minnet, en bok han inte hade läst sedan han var barn. Buratino är som Pinocchio en levande docka, men med konstant lång näsa, framtäljd ur ett trästycke av Papa Karlo (папа Карло). Tillsammans med vänner på en dockteater försöker Buratino hitta en guldnyckel till en hemlig dörr i Papa Karlos hus, en nyckel som också den onde dockteaterdirektören Karabas Barabas (Карабас-Барабас) är på jakt efter.[källa behövs]

### Namn
Den ryska karaktären har lånat sitt namn från Burattino (också stavat Burrattino och Burratino), en mindre viktig tjänarfigur i den italienska teatertraditionen commedia dell'arte, där burattino betyder "docka (av trä)" eller "sprattelgubbe".
Buratino gav namn åt flera produkter i Sovjetunionen, bland annat en läskedryck med karamellsmak. Även raketartillerisystemet TOS-1 blev populärt kallat buratino på grund av det stora nospartiet.

### Filmatiseringar
- 1939: Den gyllene nyckeln, en film från 1939 med skådespelare och stop-motion-animation[1]
- 1960: Pinochios äventyr[2], tecknad film[3]
- 1975: Buratinos äventyr, TV-film[4]